# Розпакуй TV
«Розпакуй TV» — загальноукраїнський спеціалізований телеканал телеторгівлі. Канал продає товари для дому і всієї сім'ї.

## Про канал
Мовлення телеканалу розпочалося 24 листопада 2020 року.
21 грудня 2023 року телеканал став переможцем конкурсу на мовлення у локальному DVB-T2 мультиплекса Шахтарського (раніше — Першотравенськ).
Телеканал брав участь у конкурсі на мовлення в мультиплексах MX-1 та MX-3 цифрової етерної мережі DVB-T2. За результатами конкурсу, оголошені Національною радою з питань телебачення і радіомовлення 11 липня 2024 року, «Розпакуй TV» було відмовлено у видачі ліцензії на мовлення.
23 січня 2025 року телеканал став переможцем конкурсу на мовлення в мультиплексі MX-2 цифрової етерної мережі DVB-T2, також НацРада анулювала ліцензію на мовлення в локальному мультиплексі в Шахтарському через технічну неможливість розпочати мовлення.
5 лютого того ж року телеканал розпочав мовлення в мультиплексі MX-2 цифрової етерної мережі DVB-T2.

## Трансляції

### Прямі ефіри телемагазину Розпакуй наоднойменому телеканалі
До початку мовлення в DVB-T2 телеканал не мав прямих ефірів, а транслювались лише ролики.
| День тижня                      | Час прямого ефіру |
| ------------------------------- | ----------------- |
| Понеділок—Середа, Субота—Неділя | 09:01—21:00       |
| Четвер—П'ятниця                 | 09:01—20:00       |

### Телемагазин Розпакуй на інших телеканалах
| Телеканал          | День тижня | Трансляція                     | Примітки                            |
| ------------------ | ---------- | ------------------------------ | ----------------------------------- |
| XSPORT             | Щодня      | Фрагменти записи прямих ефірів | Програма «Телемагазин»              |
| Квартал TV         | Щодня      | Фрагменти записи прямих ефірів | Програма «Телемагазин»              |
| Світ+              | Щодня      | Фрагменти записи прямих ефірів | Програма «Телемагазин»              |
| Сонце              | Щодня      | Фрагменти записи прямих ефірів | Програма «Телемагазин»              |
| Бігуді             | Щодня      | Фрагменти записи прямих ефірів | Програма «Телемагазин»              |
| Суспільне Культура | Щодня      | Фрагменти записи прямих ефірів | Транслюються ролики під час реклами |
| Ми — Україна+      | Щодня      | Фрагменти записи прямих ефірів | Програма «Телемагазин»              |
| 8 канал            | Щодня      | Фрагменти записи прямих ефірів | Програма «Телемагазин»              |
| Zoom               | Щодня      | Фрагменти записи прямих ефірів | Програма «Телемагазин»              |
| Еспресо TV         | Щодня      | Фрагменти записи прямих ефірів | Програма «Телемагазин»              |
| Прямий             | Щодня      | Фрагменти записи прямих ефірів | Програма «Телемагазин»              |
| ECO TV             | Щодня      | Фрагменти записи прямих ефірів | Програма «Телемагазин»              |
| К1                 | Щодня      | Фрагменти записи прямих ефірів | Програма «Телемагазин»              |
| К2                 | Щодня      | Фрагменти записи прямих ефірів | Програма «Телемагазин»              |
| Апостроф TV        | Щодня      | Фрагменти записи прямих ефірів | Програма «Телемагазин»              |
| Enter-фільм        | Щодня      | Фрагменти записи прямих ефірів | Програма «Телемагазин»              |

## Логотипи
| Логотип | Опис |
| ------- | --- |
|         | З 24 листопада 2020 по 10 грудня 2024 року логотипом була коробка, під неї напис кирилицею «РОЗПАКУЙ», на коробці напис «ТБ», посередині трикутник, що означає знак «Play», знаходився в правому верхньому куті. |
|         | Другий логотип з 11 грудня 2024 року. |

## Мовлення

### Супутникове мовлення
| Супутник         | Стандарт | Частота | Символьна швидкість | Поляризація     | FEC | Формат зображення | Кодування |
| ---------------- | -------- | ------- | ------------------- | --------------- | --- | ----------------- | --------- |
| Astra 4A (4.8°E) | DVB-S    | 12130   | 27500               | вертикальна (V) | 3/4 | MPEG-2            | FTA       |

### Етерне цифрове мовлення
| Канал | Мультиплекс | Стандарт | EPG | Формат мовлення |
| ----- | ----------- | -------- | --- | --------------- |
| 9     | MX-2        | DVB-T2   | Ні  | SD 576i 16:9    |

## Порушення в день жалоби
Моніторинг Національної Ради показав, що «Розпакуй TV» не поширював інформацію про День пам'яті жертв геноциду кримськотатарського народу 18 травня 2025 року у повному обсязі а саме мінімум — раз на дві години. За результатами моніторингу регулятор виніс телеканалу припис.